# Manuel Molina Conejero
Manuel Molina Conejero (Valencia, 1900-Paterna, 25 de noviembre de 1939) fue un político y sindicalista español.
Trabajó como obrero en la industria mecánica y, desde 1918, colaboró en el diario República Social. En 1927 fue elegido secretario en el Congreso Extraordinario de la Unión General de Trabajadores, de la que sería secretario en la provincia de Valencia durante la Segunda República, y presidente de la Federación Valenciana del Partido Socialista Obrero Español (PSOE) desde 1933. Participó en la huelga general del 5 de octubre de 1934 y tuvo que exiliarse en Francia, donde hizo de enlace del PSOE con el Partido Comunista. Fue elegido diputado por la ciudad de Valencia en las elecciones generales de 1936 que dieron el triunfo al Frente Popular.
Durante la guerra civil española se mantuvo en el sector socialista partidario de Indalecio Prieto, y fue nombrado presidente de la Agrupación Socialista Valenciana en sustitución de Isidre Escandell. Tras la dimisión de Francisco Largo Caballero en 1937 fue nombrado gobernador civil de Valencia en sustitución de Ricardo Zabalza. Apoyó el golpe de Estado de Segismundo Casado en el final de la guerra. Al acabar la misma fue detenido por las tropas franquistas, condenado a muerte y fusilado en Paterna el 25 de noviembre de 1939.